# 斯拉納 (阿拉斯加州)
斯拉納（英語：Slana）是位於美國阿拉斯加州瓦爾迪茲-科爾多瓦人口普查區的一個人口普查指定地區。根據2010年美國人口普查，該地共人口147人，而該地的面積約為657.30平方千米。

## 地理
斯拉納的座標為62°41′51″N 143°49′46″W / 62.69750°N 143.82944°W，而該地的平均海拔高度為670米（即2198英尺）。